# Aymavilles
Aymavilles – miejscowość i gmina we Włoszech, w regionie Dolina Aosty.
Według danych na styczeń 2009 gminę zamieszkiwało 2009 osób przy gęstości zaludnienia 37,6 os./1 km².